# 37 Korpus Armijny (Imperium Rosyjskie)
37 Korpus Armijny (ros. 37-й армейский корпус) – jeden ze związków operacyjno-taktycznych  Imperium Rosyjskiego w czasie I wojny światowej. Rozformowany na początku 1918. 

## Podporządkowanie
- formowany (8.06 – 12.08.1915)
- 12 Armii (12.08.1915 –1.11.1916)
- 1 Armii (12.12.1916 – 1.06.1917)
- 5 Armii (8.06 – grudzień 1917)

## Dowódcy Korpusu
- gen. lejtnant L. O. Silerius (kwiecień – czerwiec 1915)
- gen. lejtnant N. J. Lisowskij (czerwiec – wrzesień 1915)
- gen. lejtnant P. A. Kuzniecow (październik 1915 – styczeń 1916)
- gen. piechoty N. A. Tretiakow (marzec 1916 – luty 1917)
- gen. lejtnant M. A. Sulkiewicz (luty – wrzesień 1917)
- gen. major A. P. Symon (wrzesień – październik 1917)
- gen. lejtnant M. A. Sulkiewicz (od października 1917)